# مايك فريتاج
مايك فريتاج (بالإنجليزية: Mike Freitag)‏ (5 مايو 1958 في الولايات المتحدة - ) هو مدرب كرة قدم ولاعب كرة قدم أمريكي في مركز الدفاع. لعب مع نادي غوادالاخارا (نادي كرة قدم) وDenver Avalanche ‏.